# Пригоди каноніра Доласа, або Як я розв'язав Другу світову війну
«Пригоди каноніра Доласа, або Як я розв'язав Другу світову війну» (пол. Jak rozpętałem drugą wojnę światową) — польський художній фільм Тадеуша Хмелевського 1970 року.
За декілька годин до початку Другої світової війни польський солдат Франтішек Долас випадково опиняється по інший бік кордону, в Німеччині. З його пострілу в німецького офіцера починаються пригоди, в яких Долас потрапляє до Австрії, Югославії, французького Іноземного легіону в Африці, до Польщі, і щоразу уникає здавалося б безвихідних ситуацій.
Фільм розділений на три частини:
- Część I: Ucieczka (Частина I: Втеча)
- Część II: Za bronią (Частина II: За армією)
- Część III: Wśród swoich (Частина III: Серед друзів)

## Сюжет

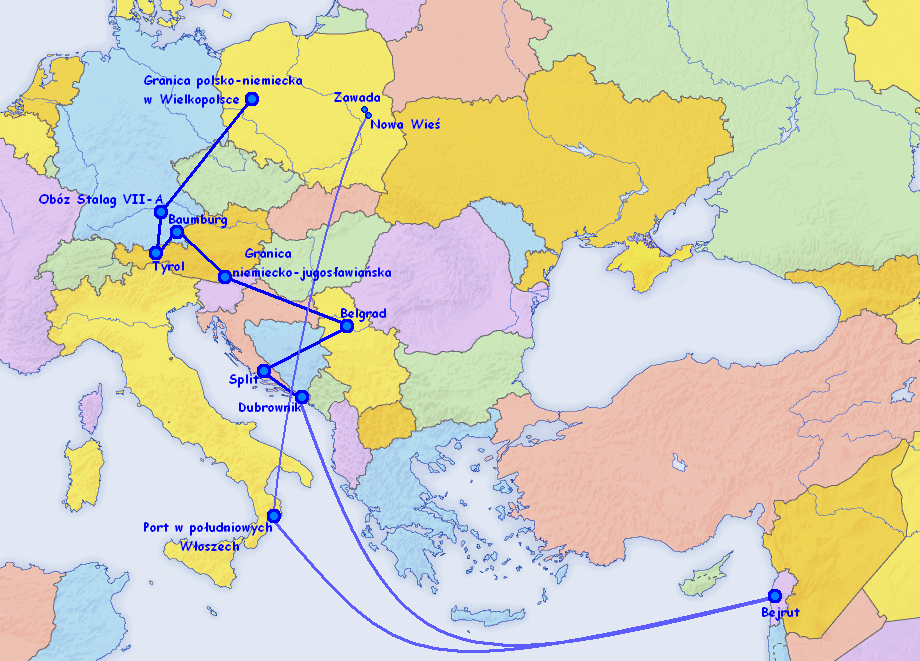
Шлях, який виконав у фільмі Франтішек Долас

Дія починається рано вночі 1 вересня 1939 року. Побоюючись німецьких провокацій, польські солдати прямують на укріплення кордону. Солдат Франтішек Долас засинає у вагоні й замість вийти на вокзалі в Польщі, мимоволі перетинає кордон. Опинившись в Німеччині, він прокидається та бачить як німці готуються до наступу на Польщу. Спершу Долас сприймає їх за диверсантів і намагається перешкодити, вистріливши з рушниці. Німці починають атаку, тому Долас думає, що спровокував війну. Потім він потрапляє в німецький полон і його відправляють у табір для військовополонених. Тамтешні бунтарі, що планують втечу, з підозрою ставляться до Доласа. Він намагається втекти самотужки, проте це помічає німецький сантехнік. Хоча спроба виявилася невдала, бунтарі вирішують прийняти Доласа в свої ряди. Разом вони роблять підкоп під бараком, однак, Долас поспішно вилазить на поверхню серед німців.
Доласа мають перевезти до іншого табору, але він втікає на вокзалі разом зі своїм табірним другом Юзеком. Обоє ховаються у вагоні, де знаходять цивільний одяг і документи польських робітників. Утікачі уявляють, що потяг прямує до Страсбурга у Франції. Проте потяг прибуває до Штрасберга у Німеччині, чия назва пишеться схоже. Юзек тікає, а Долас, розлютивши бика, спричиняє паніку на святкуванні з приводу доставки польської худоби. Доласа схоплюють, на допиті він вигадує собі ім'я «Гжегож Бженчишчикевич», сподіваючись, що таке ім'я ніхто не запам'ятає. Обман швидко викривають і гестапо засуджує Долоса до смертної кари. Та під час перевезення він тікає з туалету потяга й опиняється у Югославії.
Зустрівши дружньо налаштованих югославських прикордонників, він дістається до польського посольства в Белграді. Потім Долас їде до Спліта. Там його садять на югославський торговий корабель, який пливе до Фамагусти. Долас під час плавання працює кочегаром. Його корабель тоне через торпедну атаку італійського підводного човна. Екіпаж рятують французи, а моряки (включно з Доласом) досягають Сирії та потрапляють до Іноземного легіону. Там Долас стає кухарем. Він виграє в арабів у азартній грі, і отримує високе становище у форті, але його кидають у в'язницю, внаслідок чого солдати відвертаються від свого командира. Долас їде до англійців, де через надмірний ентузіазм до боротьби потрапляє в полон, звідки потім тікає. Долас, одягнувши англійську форму, зустрічає пораненого італійського солдата і відвозить його в італійський табір. Далі, перевдягнувшись санітаром, він вирушає на кораблі до Італії.
В Італії Долас добуває німецьку форму, але його вважають дезертиром і відправляють на Східний фронт. Однак туди він не потрапляє, бо стрибає з парашутом із літака й потрапляє в польський монастир. Там знайомиться з Терезою, якій доводить своє польське походження, після чого йде в партизани. Там він зустрічає Юзека, який, пам’ятаючи чим обернулася їхня перша зустріч, забороняє озброювати новобранця. Долас із загоном йде до мосту, який хочуть захопити поляки, але по дорозі губиться в лісі на мінному полі, звідки його рятує селянин. Повертаючись, Долас розміновує міст, який збиралися підірвати німці. Прибувають радянські танки, і Франек з радістю зустрічає їх.

## В ролях
- Маріан Коциняк — Франтішек Долас («Гжегож Бженчишчикевич»)
- Виргилиуш Гринь — Юзек Криска
- Станіслав Мильський — генерал
- Яніна Бороньска-Лонгва — Ельжбета
- Івана Єндрика — Тереса
- Ян Свідерський — капітан Літа
- Хенрік Лапиньський — Владислав Вахоцький
- Бохдан Еймонт — офіцер у таборі військовополонених
- Леонард Петрашак — льотчик в таборі військовополонених
- Януш Зеєвський — фельдфебель у таборі військовополонених
- Еміль Каревич — офіцер гестапо
- Зигмунт Зінтель — отець Себастьян
- Казімєж Фабісяк — отець Домінік, настоятель монастиря
- Томаш Заливський — югославський офіцер
- Людвік Бенуа — югославський шинкар
- Ельжбета Старостецька — співачка в таверні
- Здіслав Кузьняр — Димо Стоядинович, югославський капітан
- Юзеф Лодиньський — кочегар на югославському кораблі
- Войцех Загурський — турок, що вербує матросів на німецький корабель
- Анджей Красицький — французький капітан
- Вацлав Ковальський — сержант Кедрос
- Казімєж Рудзький — капітан Ральф Пікок
- Лех Ордон — сержант Хопкінс
- Малгожата Притуляк — Мірелля
- Вітольд Калуський — італійський капітан
- Христина Борович — господиня італійського борделю
- Ганна Гембицька — танцівниця в борделі
- Петро Фрончевський — італійський солдат
- Здзіслав Маклякевич — італійський солдат
- Єжи Душинський — італійський солдат
- Збігнєв Кочанович — голова німецького суду
- Людвік Касендра — чернець Флориян
- Александер Фогель — Юзвяк
- Мирослав Шонерт — німецький поліцейський
- Тадеуш Сомоги — перекладач
- Еугеніуш Камінський — гестапівець Алфред
- Анджей Гавроньський — Гельмут
- Адам Ципріан — Гульке
- Адольф Хроницький — польський капітан на польсько-німецькому кордоні
- Збігнєв Лесень — бранець у таборі
- Тадеуш Теодорчик — вартовий у таборі
- Войцех Бжозович — партизан

## Знімальна група
- Режисер: Тадеуш Хмелевський
- Оператор: Єжи Ставицький
- Композитор: Єжи Матушкевич

Зйомки проходили в Сочі, Сухумі, Ялті, Гурзуфі, Баку, околицях Лодзі і в Посвентні-на-Пилиці.

## Факти
- У 2001 році фільм був реставрований і колоризований.
- «Гжегож Бженчишчикевич з Хжоншчижевошчице» (пол. Grzegorz Brzęczyszczykiewicz, Chrząszczyrzewoszczyce) — вигадане польське ім'я стало відомим завдяки фільму. Потрапивши в полон, Долас назвався цим хитромудрим іменем, щоб познущатися над реєструючим полонених гестапівцем: записати такі анкетні дані за правилами німецької орфографії майже неможливо.[6] Цю сцену додав в сценарій режисер фільму Тадеуш Хмелевський, а вона запозичена з роману Казімєжа Сейда «Імператорські королівські дезертири» (пол. C.K. Dezerterzy. 1937). У романі поляк Стефан Каня представляється австрійському офіцеру як «Щепан Бженчишчевський з Мщоновечча, гміна Гжмищославіце, Тщиногжехотниковського повіту».[7]